# Anaptus major
Anaptus major är en insektsart som först beskrevs av Costa 1842.  Anaptus major ingår i släktet Anaptus och familjen fältrovskinnbaggar. Inga underarter finns listade i Catalogue of Life.